# Buthoscorpio
Genre
Synonymes
- Stenochirus Karsch, 1892 nec Oppel, 1862
- Pocockius Francke, 1985

Buthoscorpio est un genre de scorpions de la famille des Buthidae.

## Distribution
Les espèces de ce genre se rencontrent en Inde et au Sri Lanka.

## Liste des espèces
Selon The Scorpion Files (28/09/2020) :
- Buthoscorpio chinnarensis Aswathi, Sureshan & Lourenço, 2015
- Buthoscorpio indicus Lourenço, 2012
- Buthoscorpio politus (Pocock, 1899)
- Buthoscorpio rayalensis Javed, Rao, Mirza, Sanap & Tampal, 2010
- Buthoscorpio sarasinorum (Karsch, 1891)

## Systématique et taxinomie
Les espèces Stenochirus jinnahii et Stenochirus rahmatii sont incertaines.

## Publication originale
- Werner, 1936 : « Neue-Eingänge von Skorpionen im Zoologischen Museum in Hamburg. Teil II. » Festschrift zum 60. Geburtstage von Professor Dr. Embrik Strand, vol. 2, p. 171–193.